# يوم جميل في الحي
يوم جميل في الحي (بالإنجليزية: A Beautiful Day in the Neighborhood)‏؛ هو فيلم أمريكي صدر عام 2019 من إخراج مارييل هيلر وبطولة النجم توم هانكس. يحكي مقتطفات من سيرة نجم التلفزيون الأمريكي الشهير فريد روجرز.

## وصلات خارجية
- يوم جميل في الحي على موقع IMDb (الإنجليزية)
- يوم جميل في الحي على موقع ميتاكريتيك (الإنجليزية)
- يوم جميل في الحي على موقع روتن توميتوز (الإنجليزية)
- يوم جميل في الحي على موقع ألو سيني (الفرنسية)
- يوم جميل في الحي على موقع أول موفي (الإنجليزية)
- يوم جميل في الحي على موقع بوكس أوفيس موجو (الإنجليزية)
- يوم جميل في الحي على موقع فيلمافينيتي (الإسبانية)
- يوم جميل في الحي على موقع قاعدة بيانات الفيلم (الإنجليزية)
- يوم جميل في الحي على موقع ليتربوكسد (الإنجليزية)
- يوم جميل في الحي على موقع كينوبويسك (الروسية)